# Дејан Зукић
Дејан Зукић (Бачки Јарак, 7. маја 2001) српски је фудбалер, који тренутно наступа за Волфсбергер.

## Каријера
Родом из Бачког Јарка, Зукић је фудбалом почео да се бави у свом родном месту са пет година старости. Две године касније преселио се у Нови Сад, где је још пет година тренерао у школи фудбала Петар Пуача. Коначно, добио је позив од градског клуба Војводине, у чијој је академији потом прошао све млађе узрасте. Крајем августа 2016. године, Зукић је потписао трогодишњи стипендијски уговор са Војводином.
Раду са првим тимом Војводине, Зукић је прикључен је почетком сезоне 2017/18. у Суперлиги Србије, код тренера Ненада Ванића, као један од 13 играча кадетског узраста лиценцираних за сениорски састав. У званични протокол утакмице, по први пут је уврштен у 3. колу тог такмичења, против екипе Бачке из Бачке Паланке. До краја исте такмичарске године, Зукић није наступао у првенству Србије.
Крајем новембра, односно почетком децембра 2018, Зукић је био гост у кампу фудбалског клуба Монака, са којим је тренирао неколико дана. Прошавши комплетан припремни период у Анталији, почетком 2019, Зукић је средином марта исте године потписао трогодишњи професионални уговор са клубом. Свој први сениорски наступ, Зукић је забележио у 28. колу Суперлиге Србије за сезону 2018/19, код тренера Радована Кривокапића, на гостовању Динаму у Врању, ушавши у игру уместо Дамјана Гојкова у 88. минуту сусрета. На наредној утакмици, против Радника у Сурдулици, Зукић је увршен у стартну поставу своје екипе, а на терену је провео 70 минута, након чега га је заменио Младен Деветак. На претпоследњој утакмици у сезони, против Партизана, Зукић је изнудио једанаестерац након непрописног старта Страхиње Павловића, који је реализовао Милан Ђурић. Свој први погодак у сениорском фудбалу, Зукић је постигао на затварању сезоне 2018/19, када је Војводина одиграла нерешено на гостовању Чукаричком на Бановом Брду.
Из Војводине је јула 2024. године прешао у аустријски Волфсбергер.

## Репрезентација
Зукић је у млађе селекције репрезентације Србије позиван од своје 14. године, те је био у саставу пионирске репрезентације током 2015. године, под вођством Владимира Јешића. Свој дебитантски наступ за екипу млађе кадетске селекције, Зукић је забележио на развојном турниру под окриљем Уефе, у априлу 2017. године. За тај састав је наступио шест пута и био стрелац два поготка, против одговарајућих узраста Бугарске, односно Естоније. Јешић је Зукићу прилику указао и као тренер селекције у узрасту до 17 година, који је био стрелац за своју екипу у победи над екипом Јерменије реултатом 5ː0, пред почетак квалификационог циклуса за кадетско Европско првенство 2018. године. Са екипом је изборио пласман на то такмичење и касније се нашао на списку Ивана Јевића, који је екипу водио на завршном турниру. Почетком септембра исте године, Зукић је добио позив за млађу омладинску селекцију Србије. Свој први погодак за екипу тог узраста постигао је на провери против Босне и Херцеговине у Зеници, 18. априла 2019. године. Уврштен је у састав сениорске репрезентације Србије за мечеве трећег и четвртог кола Лиге нације у октобру 2024. године, али није дебитовао за репрезентацију на тим утакмицама.

## Начин игре
Мали Дејан Зукић може да буде паклен играч и носилац игре Војводине једног дана. Ја се надам да ће бити паметан и да ће наставити да се развија као до сад.

—Мирко Иванић, 2015.
Дејан Зукић је 181 центиметар високи фудбалер, који најчешће наступа на позицији офанзивног везног играча. Као члан кадетске и омладинске селекције Војводине, Зукић је тренирао са првим тимом тог клуба, где је препознат као могући наследник Мирка Иванића и Дејана Мелега, играча који су из истог места као и Зукић, а у Војводини су важили за носиоце игре и најкреативније играче. Током свог фудбалског развоја, у млађим селекцијама, Зукић је имао нешто истуренију улогу и наступао у нападу, те се на турниру „Макс спорт куп“, одржаном 2014. године у Спортском центру Фудбалског савеза Србије, остварио као најбољи стрелац у својој генерацији.
Из тог разлога, тренер првог тима Војводине, Радован Кривокапић, током припрема у Анталији почетком 2019, Зукића је поред основне позиције користио и као најистуренијег у постави без класичног нападача. У то време, такву улогу је у екипи Ајакса имао Душан Тадић, репрезентативац Србије, који је такође поникао у екипи Војводине. Непосредно по уласку у игру, Зукић је на свом дебитантском наступу у сениорској конкуренцији изнудио једанаестерац, који је успешно реализован у корист Војводине. Одмах затим, неколико дана касније, Кривокапић је Зукића уврстио у прву поставу за наредни сусрет. Војводина је тада победила минималним резултатом, а једини погодак био је аутогол играча противничке екипе, након продора Дејана Зукића и упућивања лопте у шеснаестерац. У последњем колу регуларног дела сезоне, против београдског Партизана, Зукић је асистирао Бојану Матићу за његов други погодак на сусрету. Зукић је тако на трећој узастопној утакмици директно учествовао у акцији која је претходила голу.

## Статистика

### Клупска
Ажурирано 4. јуна 2022.
| Клуб      | Сезона   | Лига             | Лига    | Лига   | Национални куп | Национални куп | Европа  | Европа | Остало  | Остало | Укупно  | Укупно |
| Клуб      | Сезона   | Дивизија         | Наступа | Голова | Наступа        | Голова         | Наступа | Голова | Наступа | Голова | Наступа | Голова |
| --------- | -------- | ---------------- | ------- | ------ | -------------- | -------------- | ------- | ------ | ------- | ------ | ------- | ------ |
| Војводина | 2017/18. | Суперлига Србије | 0       | 0      | 0              | 0              | —       | —      | —       | —      | 0       | 0      |
| Војводина | 2018/19. | Суперлига Србије | 10      | 1      | 0              | 0              | —       | —      | —       | —      | 10      | 1      |
| Војводина | 2019/20. | Суперлига Србије | 27      | 4      | 4              | 2              | —       | —      | —       | —      | 31      | 6      |
| Војводина | 2020/21. | Суперлига Србије | 36      | 4      | 3              | 1              | 1       | 0      | —       | —      | 40      | 5      |
| Војводина | 2021/22. | Суперлига Србије | 28      | 3      | 4              | 3              | 4       | 0      | —       | —      | 36      | 6      |
| Војводина | Укупно   | Укупно           | 101     | 12     | 11             | 6              | 5       | 0      | —       | —      | 117     | 18     |

### Утакмице у дресу репрезентације
| Репрезентација Србије у узрасту до 16 година старости | Репрезентација Србије у узрасту до 16 година старости | Репрезентација Србије у узрасту до 16 година старости | Репрезентација Србије у узрасту до 16 година старости | Репрезентација Србије у узрасту до 16 година старости | Репрезентација Србије у узрасту до 16 година старости | Репрезентација Србије у узрасту до 16 година старости | Репрезентација Србије у узрасту до 16 година старости | Репрезентација Србије у узрасту до 16 година старости | Репрезентација Србије у узрасту до 16 година старости |
| #                                                     | Датум                                                 | Такмичење                                             | Локација                                              | Домаћин                                               | Резултат                                              | Гост                                                  | Гол                                                   | Реф.                                                  |                                                       |
| ----------------------------------------------------- | ----------------------------------------------------- | ----------------------------------------------------- | ----------------------------------------------------- | ----------------------------------------------------- | ----------------------------------------------------- | ----------------------------------------------------- | ----------------------------------------------------- | ----------------------------------------------------- | ----------------------------------------------------- |
| 1.                                                    | 2. април 2017.                                        | Развојни турнир УЕФА                                  | Градски стадион, Албена                               | Србија                                                | 2 : 1                                                 | Белорусија                                            |                                                       | [ 19 ]                                                |                                                       |
| 2.                                                    | 4. април 2017.                                        | Развојни турнир УЕФА                                  | Градски стадион, Албена                               | Бугарска                                              | 1 : 3                                                 | Србија                                                | Гол                                                   | [ 20 ]                                                |                                                       |
| 3.                                                    | 6. април 2017.                                        | Развојни турнир УЕФА                                  | Градски стадион, Албена                               | Србија                                                | 2 : 0                                                 | Естонија                                              | Гол                                                   | [ 21 ]                                                |                                                       |
| 4.                                                    | 19. мај 2017.                                         | Меморијални турнир „Миљан Миљанић”                    | Кућа фудбала, Стара Пазова                            | Србија                                                | 1 : 1                                                 | Финска                                                |                                                       | [ 36 ]                                                |                                                       |
| 5.                                                    | 20. мај 2017.                                         | Меморијални турнир „Миљан Миљанић”                    | Кућа фудбала, Стара Пазова                            | Србија                                                | 4 : 0                                                 | Казахстан                                             |                                                       | [ 37 ]                                                |                                                       |
| 6.                                                    | 7. јун 2017.                                          | Пријатељска утакмица                                  | Стадион у Горњој Вароши, Земун                        | Србија                                                | 3 : 0                                                 | Италија                                               |                                                       | [ 38 ]                                                |                                                       |
| 6                                                     | Укупан број утакмица и постигнутих погодака           | Укупан број утакмица и постигнутих погодака           | Укупан број утакмица и постигнутих погодака           | Укупан број утакмица и постигнутих погодака           | Укупан број утакмица и постигнутих погодака           | Укупан број утакмица и постигнутих погодака           | 2                                                     | [ 30 ]                                                |                                                       |

| Репрезентација Србије у узрасту до 17 година старости | Репрезентација Србије у узрасту до 17 година старости | Репрезентација Србије у узрасту до 17 година старости | Репрезентација Србије у узрасту до 17 година старости | Репрезентација Србије у узрасту до 17 година старости | Репрезентација Србије у узрасту до 17 година старости | Репрезентација Србије у узрасту до 17 година старости | Репрезентација Србије у узрасту до 17 година старости | Репрезентација Србије у узрасту до 17 година старости | Репрезентација Србије у узрасту до 17 година старости |
| #                                                     | Датум                                                 | Такмичење                                             | Локација                                              | Домаћин                                               | Резултат                                              | Гост                                                  | Гол                                                   | Реф.                                                  |                                                       |
| ----------------------------------------------------- | ----------------------------------------------------- | ----------------------------------------------------- | ----------------------------------------------------- | ----------------------------------------------------- | ----------------------------------------------------- | ----------------------------------------------------- | ----------------------------------------------------- | ----------------------------------------------------- | ----------------------------------------------------- |
| 1.                                                    | 12. септембар 2017.                                   | Пријатељска утакмица                                  | Кућа фудбала, Стара Пазова                            | Србија                                                | 4 : 0                                                 | Јерменија                                             |                                                       | [ 39 ]                                                |                                                       |
| 2.                                                    | 14. септембар 2017.                                   | Пријатељска утакмица                                  | Кућа фудбала, Стара Пазова                            | Србија                                                | 5 : 0                                                 | Јерменија                                             | Гол                                                   | [ 22 ]                                                |                                                       |
| 3.                                                    | 21. октобар 2017.                                     | Квалификације за Европско првенство                   | Кућа фудбала, Стара Пазова                            | Србија                                                | 2 : 1                                                 | Норвешка                                              |                                                       | [ 40 ]                                                |                                                       |
| 4.                                                    | 20. фебруар 2018.                                     | Пријатељска утакмица                                  | Кућа фудбала, Стара Пазова                            | Србија                                                | 2 : 0                                                 | Хрватска                                              |                                                       | [ 41 ]                                                |                                                       |
| 5.                                                    | 22. фебруар 2018.                                     | Пријатељска утакмица                                  | Кућа фудбала, Стара Пазова                            | Србија                                                | 1 : 1                                                 | Хрватска                                              |                                                       | [ 41 ]                                                |                                                       |
| 6.                                                    | 27. март 2018.                                        | Квалификације за Европско првенство                   | Стадион СЦ Простејов, Простјејов                      | Шпанија                                               | 1 : 1                                                 | Србија                                                |                                                       | [ 42 ]                                                |                                                       |
| 7.                                                    | 8. мај 2018.                                          | Европско првенство                                    | Стадион у Лоубороу                                    | Србија                                                | 0 : 3                                                 | Немачка                                               |                                                       | [ 43 ]                                                |                                                       |
| 8.                                                    | 11. мај 2018.                                         | Европско првенство                                    | Стадион у Лоубороу                                    | Холандија                                             | 2 : 0                                                 | Србија                                                |                                                       | [ 44 ]                                                |                                                       |
| 8                                                     | Укупан број утакмица и постигнутих погодака           | Укупан број утакмица и постигнутих погодака           | Укупан број утакмица и постигнутих погодака           | Укупан број утакмица и постигнутих погодака           | Укупан број утакмица и постигнутих погодака           | Укупан број утакмица и постигнутих погодака           | 1                                                     | [ 30 ]                                                |                                                       |

| Репрезентација Србије у узрасту до 18 година старости | Репрезентација Србије у узрасту до 18 година старости | Репрезентација Србије у узрасту до 18 година старости | Репрезентација Србије у узрасту до 18 година старости | Репрезентација Србије у узрасту до 18 година старости | Репрезентација Србије у узрасту до 18 година старости | Репрезентација Србије у узрасту до 18 година старости | Репрезентација Србије у узрасту до 18 година старости | Репрезентација Србије у узрасту до 18 година старости | Репрезентација Србије у узрасту до 18 година старости |
| #                                                     | Датум                                                 | Такмичење                                             | Локација                                              | Домаћин                                               | Резултат                                              | Гост                                                  | Гол                                                   | Реф.                                                  |                                                       |
| ----------------------------------------------------- | ----------------------------------------------------- | ----------------------------------------------------- | ----------------------------------------------------- | ----------------------------------------------------- | ----------------------------------------------------- | ----------------------------------------------------- | ----------------------------------------------------- | ----------------------------------------------------- | ----------------------------------------------------- |
| 1.                                                    | 7. септембар 2018.                                    | Пријатељска утакмица                                  | Стадион у Горњој Вароши, Земун                        | Србија                                                | 0 : 2                                                 | Италија                                               |                                                       | [ 45 ]                                                |                                                       |
| 2.                                                    | 7. септембар 2018.                                    | Пријатељска утакмица                                  | Стадион ФК Радник, Сурдулица                          | Србија                                                | 2 : 0                                                 | Северна Македонија                                    |                                                       | [ 46 ]                                                |                                                       |
| 3.                                                    | 18. новембар 2018.                                    | Пријатељска утакмица                                  | Стадион Чаир, Ниш                                     | Србија                                                | 2 : 0                                                 | Северна Македонија                                    |                                                       | [ 47 ]                                                |                                                       |
| 4.                                                    | 9. децембар 2018.                                     | Међународни турнир у Израелу                          | Стадион у Шефaиму                                     | Израел                                                | 2 : 1                                                 | Србија                                                |                                                       | [ 48 ]                                                |                                                       |
| 5.                                                    | 11. децембар 2018.                                    | Међународни турнир у Израелу                          | Шефајим, Израел                                       | Србија                                                | 1 : 1                                                 | Немачка                                               |                                                       | [ 49 ]                                                |                                                       |
| 6.                                                    | 18. април 2019.                                       | Пријатељска утакмица                                  | Тренинг центaр ФС БиХ, Зеница                         | Босна и Херцеговина                                   | 1 : 2                                                 | Србија                                                | Гол                                                   | [ 25 ]                                                |                                                       |
| 6                                                     | Укупан број утакмица и постигнутих погодака           | Укупан број утакмица и постигнутих погодака           | Укупан број утакмица и постигнутих погодака           | Укупан број утакмица и постигнутих погодака           | Укупан број утакмица и постигнутих погодака           | Укупан број утакмица и постигнутих погодака           | 1                                                     | [ 30 ]                                                |                                                       |

| Репрезентација Србије у узрасту до 19 година старости | Репрезентација Србије у узрасту до 19 година старости | Репрезентација Србије у узрасту до 19 година старости | Репрезентација Србије у узрасту до 19 година старости | Репрезентација Србије у узрасту до 19 година старости | Репрезентација Србије у узрасту до 19 година старости | Репрезентација Србије у узрасту до 19 година старости | Репрезентација Србије у узрасту до 19 година старости | Репрезентација Србије у узрасту до 19 година старости | Репрезентација Србије у узрасту до 19 година старости |
| #                                                     | Датум                                                 | Такмичење                                             | Локација                                              | Домаћин                                               | Резултат                                              | Гост                                                  | Гол                                                   | Реф.                                                  |                                                       |
| ----------------------------------------------------- | ----------------------------------------------------- | ----------------------------------------------------- | ----------------------------------------------------- | ----------------------------------------------------- | ----------------------------------------------------- | ----------------------------------------------------- | ----------------------------------------------------- | ----------------------------------------------------- | ----------------------------------------------------- |
| 1.                                                    | 6. септембар 2019.                                    | Меморијални турнир „Стеван Вилотић Ћеле”              | Градски стадион, Суботица                             | Србија                                                | 3 : 0                                                 | Израел                                                |                                                       | [ 50 ]                                                |                                                       |
| 2.                                                    | 8. септембар 2019.                                    | Меморијални турнир „Стеван Вилотић Ћеле”              | Градски стадион, Сента                                | Србија                                                | 3 : 3                                                 | Мађарска                                              |                                                       | [ 51 ]                                                |                                                       |
| 3.                                                    | 10. септембар 2019.                                   | Меморијални турнир „Стеван Вилотић Ћеле”              | Градски стадион, Суботица                             | Србија                                                | 2 : 0                                                 | Црна Гора                                             |                                                       | [ 52 ]                                                |                                                       |
| 4.                                                    | 8. октобар 2019.                                      | Квалификације за Европско првенство                   | Стадион Чукаричког, Баново брдо                       | Румунија                                              | 1 : 1                                                 | Србија                                                |                                                       | [ 53 ]                                                |                                                       |
| 5.                                                    | 11. октобар 2019.                                     | Квалификације за Европско првенство                   | Стадион у Горњој Вароши, Земун                        | Србија                                                | 8 : 0                                                 | Литванија                                             | Гол                                                   | [ 54 ]                                                |                                                       |
| 6.                                                    | 14. октобар 2019.                                     | Квалификације за Европско првенство                   | Кућа фудбала, Стара Пазова                            | Србија                                                | 0 : 4                                                 | Шпанија                                               |                                                       | [ 55 ]                                                |                                                       |
| 7.                                                    | 10. март 2020.                                        | Пријатељска утакмица                                  | Кућа фудбала, Стара Пазова                            | Србија                                                | 3 : 0                                                 | Бугарска                                              |                                                       | [ 56 ]                                                |                                                       |
| 8.                                                    | 12. март 2020.                                        | Пријатељска утакмица                                  | Кућа фудбала, Стара Пазова                            | Србија                                                | 2 : 0                                                 | Бугарска                                              |                                                       | [ 57 ]                                                |                                                       |
| 8                                                     | Укупан број утакмица и постигнутих погодака           | Укупан број утакмица и постигнутих погодака           | Укупан број утакмица и постигнутих погодака           | Укупан број утакмица и постигнутих погодака           | Укупан број утакмица и постигнутих погодака           | Укупан број утакмица и постигнутих погодака           | 1                                                     | [ 30 ]                                                |                                                       |

| Репрезентација Србије у узрасту до 21 године старости | Репрезентација Србије у узрасту до 21 године старости | Репрезентација Србије у узрасту до 21 године старости | Репрезентација Србије у узрасту до 21 године старости | Репрезентација Србије у узрасту до 21 године старости | Репрезентација Србије у узрасту до 21 године старости | Репрезентација Србије у узрасту до 21 године старости | Репрезентација Србије у узрасту до 21 године старости | Репрезентација Србије у узрасту до 21 године старости | Репрезентација Србије у узрасту до 21 године старости |
| #                                                     | Датум                                                 | Такмичење                                             | Локација                                              | Домаћин                                               | Резултат                                              | Гост                                                  | Гол                                                   | Реф.                                                  |                                                       |
| ----------------------------------------------------- | ----------------------------------------------------- | ----------------------------------------------------- | ----------------------------------------------------- | ----------------------------------------------------- | ----------------------------------------------------- | ----------------------------------------------------- | ----------------------------------------------------- | ----------------------------------------------------- | ----------------------------------------------------- |
| 1.                                                    | 30. март 2021.                                        | Пријатељска утакмица                                  | Бахчешехир арена, Алања                               | Турска                                                | 0 : 1                                                 | Србија                                                |                                                       | [ 58 ]                                                |                                                       |
| 2.                                                    | 6. јун 2021.                                          | Пријатељска утакмица                                  | Кућа фудбала, Стара Пазова                            | Србија                                                | 0 : 0                                                 | Русија                                                |                                                       | [ 59 ]                                                |                                                       |
| 3.                                                    | 8. јун 2021.                                          | Пријатељска утакмица                                  | Кућа фудбала, Стара Пазова                            | Србија                                                | 0 : 3                                                 | Бразил                                                |                                                       | [ 60 ]                                                |                                                       |
| 4.                                                    | 7. септембар 2021.                                    | Квалификације за Европско првенство                   | Стадион Биљанини извори, Охрид                        | Северна Македонија                                    | 0 : 0                                                 | Србија                                                |                                                       | [ 61 ]                                                |                                                       |
| 4                                                     | Укупан број утакмица и постигнутих погодака           | Укупан број утакмица и постигнутих погодака           | Укупан број утакмица и постигнутих погодака           | Укупан број утакмица и постигнутих погодака           | Укупан број утакмица и постигнутих погодака           | Укупан број утакмица и постигнутих погодака           | 0                                                     | [ 30 ]                                                |                                                       |

## Трофеји и награде
Војводина
- Куп Србије : 2019/20

Wolfsberger
• ÖFB Cup: 2024/25